# درنای سفید فوجیان
بوکس درنای سفید:
(به چینی: 白鶴拳) یا درنای سفید فوجیان (به انگلیسی: Fujian White Crane) یکی از هنرهای رزمی جنوبی چین است که سرچشمه آن استان فوجیان (福建) چین است. طبق گفته‌های پیشینیان، این هنر رزمی را زنی به نام فانگ چینیانگ (方七娘، Fāng Qīniáng؛ به لهجه مین نان: Hng Chhit-niâ) پدید آورده‌است. از ویژگی‌های این هنر رزمی می‌توان به حالت‌های ایستادن محکم، تکنیک‌های پیچیده دست و نبرد از نزدیک اشاره کرد که تقلیدی از یک پرنده در حال نوک زدن است. سبک درنای در حال پرواز تکنیک‌های با دامنه عملکرد دورتری نیز دارد اما با این حال در آن نیز تأکید اصلی بر نبردهای نزدیک است. برخی از سبک‌های درنای سفید به تمرین جنگ‌افزارهای گذشته ادامه می‌دهند اما برخی دیگر تمرین با جنگ‌افزارها را کنار گذاشته‌اند.
درنای سفید فوجیان تقلیدی از مشت‌زنی شائولین است که پایه آن را ویژگی‌های درنای تایوانی تشکیل می‌دهد. سیستم کلی نبرد در این هنر بر پایه بررسی جابجایی‌های حریف، قابلیت‌های نبرد و روحیه است. تنها پنج حیوان دیگر در مشت‌زنی شائولین وجود دارد: ببر (کونگ‌فوی ببر سیاه شاندونگ)، میمون (کونگ‌فوی میمون)، پلنگ (کونگ‌فوی پلنگ)، مار (کونگ‌فوی مار) و اژدها (کونگ‌فوی اژدهای جنوبی). در هنرهای رزمی آخوندک جنوبی و آخوندک شمالی نیز از حرکات‌های آخوندک الهام گرفته شده‌است.
| 白鶴拳             |                  |
| درنای سفید فوجیان  |                  |
| ماندارین:          | Bái Hè Quán      |
| لهجه آموی مین نان: | Pe̍h-ho̍h-kûn      |
| معنای لغوی         | "مشت درنای سفید" |

## افسانه درنای سفید

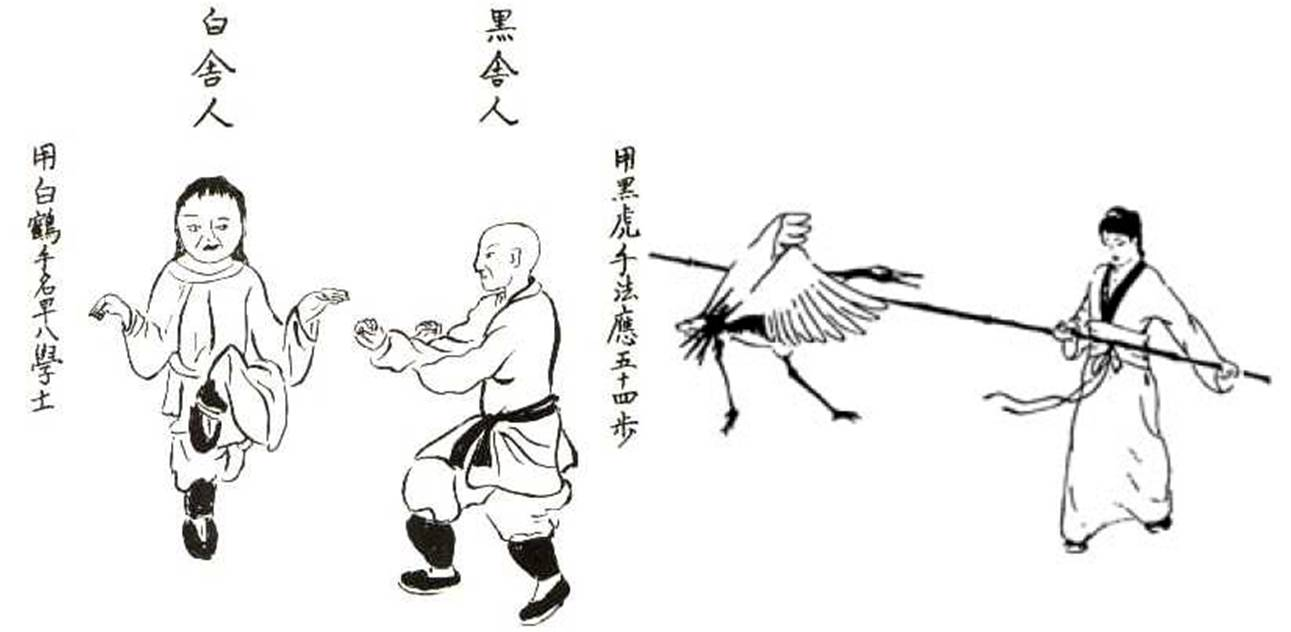
فانگ چینیانگ در حال دور کردن درنا با چوب. از کتاب بوبیشی.

خانواده فانگ در استان فوجیان چین جایی که درناهای زیادی داشت زندگی می‌کردند. پدر چینیانگ هنرهای رزمی جنوبی چین را بلد بود و به دخترش یاد داده‌بود. یک روز درحالیکه داشت کار می‌کرد درنایی در نزدیکی او فرود آمد. او با تکه‌ای چوب و مهارت‌هایی که از پدرش یاد گرفته بود درصدد ترساندن درنا برآمد ولی هر کاری که می‌کرد درنا آن را دفاع می‌کرد.
او می‌خواست با چوب بر سر درنا بکوبد ولی درنا سرش را جابجا کرده و با بال‌هایش چوب را دفاع می‌کرد. هنگامی که می‌خواست با چوب به بال‌هایش بزند درنا خود ا کنار کشیده و با پنجه‌های پایش چوب را رد می‌کرد. او خواست با نوک چوب به بدن درنا بزند ولی درنا به پشت چرخیده و برمی‌گشت و با منقارش به چوب ضربه می‌زد.
از آن پس، چینیانگ به بررسی حرکات درناها پرداخت و حرکات درناها را با تکنیک‌هایی که از پدرش آموخته‌بود درهم‌آمیخت و سبک درنای سفید استان فوجیان را پدید آورد.
این داستان را به گونه‌های مختلفی بیان کرده‌اند. در برخی از آن‌ها آمده که درنا شربه‌های چوب را بلوک نکرده بلکه فقط جاخالی داده و ضربه‌ها را برگردانده است. نکته اصلی این سبک، بکارگیری کمتر نیروی فیزیکی، پافشاری بر جاخالی دادن و طفره رفتن و سپس حمله به نقاط آسیب‌پذیر حریف است. عناصر مبارزه‌ای درنای سفید محبوب هستند به‌ویژه در دفاع شخصی زنان زیرا به قدرت وابسته نیستند و زنان راحت‌تر می‌توانند حرکات شبیه به نوک‌زدن درنا در حمله را تقلید کنند. کاتاهای درنای سفید در کاراته نیز بر حمله به نقاط حساس (کیوشو) تأکید دارند.

## شاخه‌ها
در طول زمان، هنر رزمی درنای سفید به پنج شاخه تقسیم شده‌است. در میان شاخه‌های زیر، درنای خوابیده بیشترین گسترش و فراگیری را دارد و تأکید اصلی آن دفاع است نه حمله؛ در این سبک هنرجو آرامش خود را در طول نبرد حفظ کرده و به این علت به درنای خوابیده شناخته‌میشود. در درنای در حال غذا خوردن یا نوک زدن حمله با انگشتان دست که به شکل نوک درنا درآمده‌اند بسیار کاربرد دارد. در درنای در حال جهش یا درنای درپرواز از جابجایی‌های سریع پا (رقص پا) بسیار استفاده می‌شود. درنای فریادکش درونی‌ترین سبک درنای سفید سفید است که به‌طور گسترده‌ای از نیروی چی (نیروی درونی) برای دفاع از بدن استفاده می‌کند.
سبک‌های مختلف درنای سفید همگی یک پایه دارند و تنها تفاوت‌هایی در تمرکز هر سبک وجود دارد و این به معنی آن نیست که مثلاً شاخه درنای سفید خوابیده از نیروی چی استفاده نمی‌کند بلکه همگی از ویژگی‌های شاخه‌های دیگر نیز بهره می‌برند.
|                            | چینی   | پین‌یین       | مین نان          |                                                              |
| -------------------------- | ------ | ------------ | ---------------- | ------------------------------------------------------------ |
| مشت درنای خوابیده          | 宿鶴拳 | sù hè quán   | siok4 hoh8 kun5  | با نام درنای اجدادی نیز شناخته می‌شود.                        |
| مشت درنای فریادکش          | 鳴鶴拳 | míng hè quán | beng5 hoh8 kun5  | با نام‌های درنای جیغ‌زن یا صدازننده نیز شناخته می‌شود.          |
| مشت درنای در حال غذا خوردن | 食鶴拳 | shí hè quán  | chiah8 hoh8 kun5 | با نام درنای صبح نیز شناخته می‌شود.                           |
| مشت درنای درپرواز          | 飛鶴拳 | fēi hè quán  | hui1 hoh8 kun5   | با نام‌های درنای در حال پریدن و فی هوک کوئن نیز شناخته می‌شود. |
| مشت درنای لرزنده           | 縱鶴拳 | zong hè quán | hui1 hoh8 kun5   | با نام جون هوک کوئن نیز شناخته می‌شود.                        |

## تاریخچه
دکتر جونمین یانگ، استاد درنای سفید خوابیده که همچون پدرانش این هنر را از پدرش به ارث برده‌است زمان پدید آمدن این هنر رزمی را ۱۷۰۰ میلادی می‌داند.
طبق گفته‌های شاخه خاندان لی از درنای سفید، فانگ چینیانگ در میانه‌های سده هجدهم میلادی زاده شده‌است. طبق گفته‌های آنها، اونگ گونگ شر ووشوچوان در شهر یونگ‌چون (永春) در بخش چوان‌ژو در استان فوجیان زمانی درست شد که فانگ چینیانگ به پدیدآورندگانش در زمان امپراتور مینگ، جیاژنگ (嘉政) آموزش داد. اگرچه امپراتوری با نام جیاژنگ وجود نداشته‌است اما امپراتوری با نام چیاچینگ (嘉靖) وجود داشته که از ۱۵۲۱ تا ۱۵۶۶ میلادی پادشاهی کرده‌است.
لی ونمائو (李文茂) اجراکننده و رهبر اپرا و قابل اطمینان از نظر تاریخ‌شناسی در ۱۸۵۴ تا ۱۸۵۵، هنگام شورش کلاه‌قرمزها در فوشان گفته است که سبک یونگ‌چون از درنای سفید را تمرین می‌کرده‌است.
سبک ژو-ژی دائو نیز که بدست چن زو ژن آموزش داده‌می‌شود از درنای در حال پرش ژونگ-هو گرفته شده و در تایوان بدست هوانگ لائو-یانگ در دهه ۱۹۵۰ میلادی تکمیل شده‌است.

### درنای درحال غذا خوردن در تایوان
خط سیر استادان درنای در حال غذا خوردن در تایوان:
1. فانگ چینیانگ (方七娘)
2. چنگ سی چو (曾四叔)
3. ژنگ لی شو (鄭禮叔)
4. چای ژونگ شو (蔡忠叔)
5. چای گونگ جینگ (蔡公頸)
6. لین د شون (林德順)
7. لیو گو (劉故)
8. لیو یین شان (劉銀山)
9. لیو ژانگ یی (لیو چانگ ایی) (劉長益)

## تاثیر
درنای سفید فوجیان یکی از سازندگان  وینگ چون کونگ فو مار  و کونگ فو آخوندک است..